# La guerra di Troia
La guerra di Troia è un film del 1961 diretto da Giorgio Ferroni, tratto dall'Iliade di Omero.
Nel 1962 ha avuto un seguito diretto da Giorgio Venturini, La leggenda di Enea, sempre interpretato da Steve Reeves e tratto dall'Eneide di Virgilio.

## Trama
La narrazione prende spunto dagli avvenimenti immediatamente successivi alla morte di Ettore narrata nell'Iliade; il punto di vista è quello di Enea, ultimo grande eroe troiano, che si guadagna il rispetto dei nemici e quasi conduce la sua città alla vittoria. Solo l'incapacità di Paride (dipinto come inetto e intrigante) condurrà alla fine alla distruzione di Troia. Enea riuscirà alla fine, a capo di un gruppo di suoi concittadini, a lasciare la città per andare incontro al suo destino e diventare capostipite di un nuovo popolo.

## Produzione
Tutti gli esterni vennero girati in Jugoslavia, fra Belgrado e Zagabria, mentre gli interni negli stabilimenti di Cinecittà.